# Ballet Russe de Monte Carlo
Il Ballet Russe de Monte Carlo era una compagnia di balletto creata nel 1938 a Monte Carlo da René Blum con la direzione di Léonid Mjasin.
Del Ballet Russe de Monte Carlo hanno fatto parte ballerini come Frederic Franklin, Alexandra Danilova, Maria Tallchief, Tamara Toumanova, George Zoritch, Yvonne Joyce Craig, Nina Novak, Raven Wilkinson, Cyd Charisse, Marc Platt, Irina Baronova, e Leon Danielian. Il coreografo stabile della compagnia è stato Massine, ma con essa hanno collaborato anche Michel Fokine, Bronislava Nijinska, Frederick Ashton, George Balanchine, Agnes de Mille, Ruth Page e Valerie Bettis.

## Storia

### I primi anni
Nel gennaio 1932 René Blum e Vasilij de Basil fondano, su impulso del principe Luigi II di Monaco, una compagnia denominata Ballets Russes de Monte Carlo, sulle ceneri della celeberrima compagnia Ballets Russes di Sergej Pavlovič Djagilev avvalendosi anche della consulenza di Boris Kochno. Nel 1936, per uno screzio fra i due fondatori, la compagnia si scioglie. Dopo un periodo di difficoltà, Blum crea una nuova compagnia affidandone la direzione all'ex coreografo dei Ballets Russes di Djagilev Michail Fokin. Nel 1938 Blum e Léonid Mjasin, un altro ex coreografo dei Ballets Russes, ottengono finanziamenti da Julius Fleischmann per creare una nuova compagnia.
Agli inizi dell'attività della nuova compagnia, Mjasin entra in conflitto con de Basil, perché reclama per sé la proprietà delle coreografie scritte al tempo della loro collaborazione. Mjasin cita in giudizio de Basil a Londra al fine di recuperare la proprietà intellettuale della propria produzione, e anche per reclamare l'uso del nome Ballet Russe de Monte Carlo. I giudici inglesi stabiliscono che de Basil è proprietario delle coreografie create da Mjasin fra il 1932 e il 1937, ma non di quelle anteriori al 1932. Sanciscono anche che entrambi i contendenti sono autorizzati a usare il nome Ballet Russe — ma solo la compagnia di Mjasin e Blum può chiamarsi Ballet Russe de Monte Carlo. De Basil alla fine decide di chiamare la propria compagnia Original Ballet Russe.
La prima esibizione del nuovo Ballet Russe de Monte Carlo è del 1938. I danzatori inglesi Frederic Franklin e Jo Savino sono fra gli artisti che si uniscono alla nuova compagnia. La collaborazione di Franklin dura dal 1938 al 1952: nel 1944 assume il ruolo di maestro di balletto, e crea con Alexandra Danilova una delle coppie di ballerini rimaste leggendarie nel XX secolo.

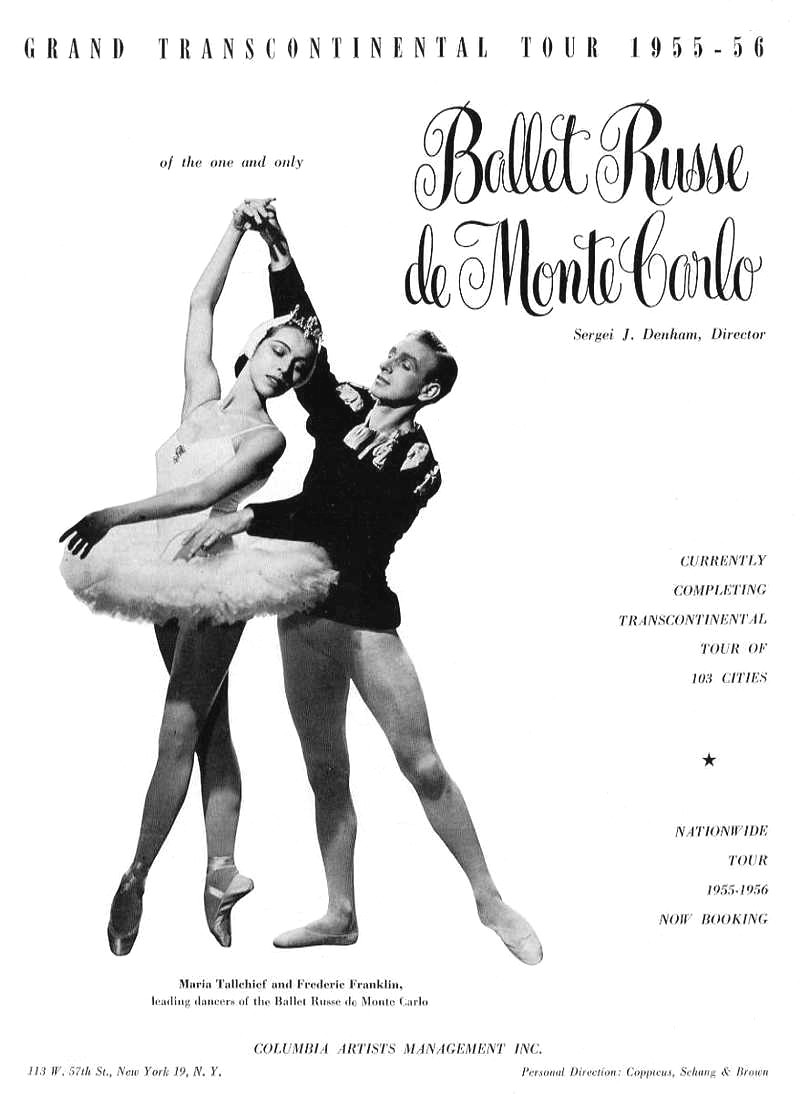
Maria Tallchief nel Ballet Russe de Monte Carlo, 1955

Sol Hurok, manager della compagnia di de Basil fin dal 1934, finisce per dirigere anche la compagnia di Blum, nella speranza, rimasta senza successo, di riunire le due compagnie.
Negli anni della coesistenza, il Ballet Russe de Monte Carlo e la compagnia rivale Original Ballet Russe si esibiscono spesso nelle vicinanze. Nel 1938, entrambe debuttano a Londra a pochi isolati di distanza. Dopo Londra, Hurok procura a entrambe le compagnie ingaggi a New York per un totale di quindici settimane, da cui risulta la più lunga stagione di balletto che la città abbia avuto fino ad allora. Oltre al management, le due compagnie condividono anche diversi danzatori.

### Impatto della Seconda Guerra Mondiale
Con l'inizio della Seconda guerra mondiale, il Ballet Russe de Monte Carlo parte in tour per gli Stati Uniti. La compagnia introduce il balletto di fronte al pubblico di molte città americane in cui la danza classica è ancora sconosciuta. I ballerini della compagnia si esibiscono anche insieme ad altre compagnie, e nei decenni seguenti fondano proprie scuole di balletto in tutti gli Stati Uniti e in Europa, trasmettendo la tradizione russa a generazioni di americani e europei. La compagnia non farà più ritorno stabile in Europa.
René Blum, recatosi in Europa per stare vicino alla famiglia, viene arrestato il 12 dicembre 1941 nella sua casa di Parigi. È fra i primi ebrei arrestati dalla polizia francese dopo la disfatta della Francia nella Seconda guerra mondiale. Viene trasportato al campo di transito di Beaune-la-Rolande, poi al lager di Drancy. Il 23 settembre 1942, è trasferito ad Auschwitz, dove viene ucciso dai Nazisti alla fine dello stesso mese.
Dopo la scomparsa di Blum, Serge Denham, uno dei co-fondatori di World Art, prende il suo posto come direttore della compagnia. Mjasin lascia la compagnia nel 1943.

### Il dopoguerra negli USA
Tra il 1944 e il 1948 la compagnia ha la sua base a New York, al New York City Center.

### Scioglimento
Nel 1968 il Ballet Russe de Monte Carlo dichiara bancarotta. Negli anni precedenti molti dei suoi ballerini hanno seguito altre carriere, e diversi di loro hanno fondato proprie scuole di danza o sono stati assunti da scuole di danza più grandi, a New York e nelle principali città. 
Nel 1985, grazie al patronato della principessa Carolina di Monaco fu possibile ricreare una compagnia di balletto a Montecarlo che prese il nome di Nuovo Balletto di Montecarlo proprio perché si considera la prosecuzione della compagnia storica.

## Realizzazioni
- 1938
  - Giselle musica di Adolphe-Charles Adam, di Serge Lifar (da Petipa, Coralli, Perrot), Londra
  - 5 aprile première — Gaîté Parisienne di Léonide Massine, su musica di Jacques Offenbach, Théâtre de Monte Carlo, Monte Carlo, Monaco[8][9]
  - 12 ottobre première — Gaîté Parisienne di Léonide Massine, su musica di Jacques Offenbach, Metropolitan Opera House, New York[10]
- 1939
  - Devil's Holiday (Le Diable s'amuse) di Frederick Ashton[11]
  - La Boutique fantasque di Léonide Massine, su musica di Gioachino Rossini orchestrata da Ottorino Respighi
  - Le Beau Danube di Léonide Massine
  - 17 novembre première —Giselle di Serge Lifar (da Petipa, Coralli, Perrot), Metropolitan Opera House, New York City[12]
  - 17 novembre — Gaîté Parisienne di Léonide Massine, Metropolitan Opera House, New York[12]
  - 17 novembre — Shéhérazade su musica di Nikolaj Rimskij-Korsakov di Michail Fokin
  - Metropolitan Opera House, New York[12]
  - 18 novembre première — Blue Bird, Metropolitan Opera House, New York[12]
  - 18 novembre première — Ghost Town di Marc Platoff, su musica di Richard Rodgers,[13] Metropolitan Opera House, New York[12]
  - 18 novembre — Les Sylphides su musiche di Chopin e Petruška su musica di Stravinskij con coreografia di Michel Fokine, Metropolitan Opera House, New York[12]
  - 18 novembre — L'aprés-midi d'un Faune con musica di Claude Debussy, coreografia di Vaclav Nijinskij, Metropolitan Opera House, New York[12]
- 1940
  - Lo schiaccianoci di Alexandra Fedorova (da Petipa)[14], su musica di Pyotr Ilyich Tchaikovsky, New York City[15]
- 1941
  - Labyrinth di Léonide Massine, New York
  - Saratoga di Léonide Massine, New York
  - The Magic Swan di Alexandra Fedorova (da Petipa), Metropolitan Opera House, New York
- 1942
  - La Fille mal gardée di Alexandra Balachova ( da Petipa-Ivanov)
  - 16 ottobre première — Rodeo di Agnes de Mille, su musica di Aaron Copland, Metropolitan Opera House, New York
- 1943
  - 9 ottobre —  The Red Poppy di Igor Schwezoff, Public Music Hall, Cleveland, Ohio[16]
- 1944
  - Le Bourgeois Gentilhomme di George Balanchine, su musica di Jean-Baptiste Lully, New York City Center
  - Danses concertantes di George Balanchine su musica di Igor' Fëdorovič Stravinskij
  - Song of Norway di George Balanchine, su musica di Edvard Grieg, New York City
- 1945
  - Pas de Deux (Grand Adagio) di George Balanchine
  - Coppélia, su musica di Léo Delibes
  - 9 settembre —Concerto Barocco di George Balanchine, su musica di Johann Sebastian Bach, Concerto in D minor for Two Violins, New York City Center[17]
  - 9 settembre — L'après-midi d'un faune di Vaclav Nijinskij, New York City Center[17]
  - 17 settembre première — Commedia Ballettica  di Todd Bolender tratto dal Pulcinella di Igor Stravinskij, New York City Center[17]
- 1946
  - La sonnambula e The night shadow di George Balanchine
  - Rajmonda di Balanchine e Aleksandra Danilova, su musica di Aleksandr Glazunov
- 1947
  - Virginia Sampler di Valerie Bettis[18]

## Eredità
Molti dei danzatori solisti e corps de ballet del Ballet Russe sono all'origine di scuole di danza e compagnie in tutti gli Stati Uniti e in Europa, e trasmettono la tradizione del balletto classico russo alle nuove generazioni americane e europee.

### Coreografi, étoiles e solisti
- George Balanchine — fonda la School of American Ballet (SAB) e il New York City Ballet, per i quali ha creato i suoi capolavori per oltre quarant'anni.
  - Alexandra Danilova — ha insegnato per trent'anni alla SAB.
  - Leon Danielian — served as the director of SAB from 1967-1980.[19]
  - Maria Tallchief — Ha danzato nel New York City Ballet per anni, con coreografie scritte da Balanchine apposta per lei.
- Roya Curie — protégé di David Lichine e prima ballerina nel Ballet Russe de Monte Carlo International, ha fondato una scuola nello stato di New York nel 1950.
- Frederic Franklin —direttore del National Ballet of Washington, D.C., collaboratore del Dance Theatre of Harlem, si è esibito fino ai novant'anni.
- Jo Savino — ha formato il St. Paul Ballet in Minnesota.
- Robert Lindgren e Sonja Tyven (nel Ballet Russe sotto il nome di Sonja Taanila) — hanno aperto la Lindgren-Tyven School of Ballet a Phoenix, Arizona (1959-1965). Lindgren è stato anche decano fondatore della influente scuola di danza presso la North Carolina School of the Arts, dove Tyven ha insegnato balletto (1965-1987). Lindgren ha lasciato la NCSA quando Lincoln Kirstein lo ha invitato a essere suo successore come direttore e presidente della School of American Ballet, affiliata della scuola City Ballet a New York (1987-1991).[13][20]

### Corps de ballet
- Marian e Illaria Ladre — alla fine degli anni Quaranta hanno creato la Ballet Academy di Seattle. Fra i loro studenti di successo ci sono James De Bolt del Joffrey Ballet, Cyd Charisse, Marc Platt, Harold Lang, e Ann Reinking. Nel 1994 Illaria Ladre è stata tra i primi danzatori, coreografi e scrittori americani a ricevere la Medaglia Vaslav Nijinsky, sponsorizzata dalla Agenzia artistica polacca di Varsavia, per il suo contributo al mantenimento della tradizione di Vaclav Fomič Nižinskij.[21]
- Lubov Roudenko — Solista dei Ballets Russes negli anni Trenta, si ritira negli anni Quaranta e con il nome di Luba Marks raggiunge il successo come fashion designer, vincitrice del Coty Award.[22]